# Dementia praecox
Onder de naam dementia praecox beschreef psychiater Emil Kraepelin (1856–1926) een groep ziekten met samenhangende symptomen. De naam betekent 'vroegtijdige dementie' en werd voor het eerste gebruikt door de Franse psychiater Bénédict Morel (1809–1873). Morel gebruikte de benaming démence précoce voor het eerst voor het ziektebeeld van een erfelijk soort van 'psychologische degeneratie' bij een 14-jarige jongen. Arnold Pick (1851–1924) gebruikte de Latijnse vorm Dementia praeocox in een artikel uit 1891, waarop Kraepelin in 1893 deze term ten behoeve van zijn nieuwe nosologische systeem invoerde.

## Kraepelin
Aan het einde van de negentiende eeuw werden psychische aandoeningen voornamelijk beschreven aan de hand van opzichzelfstaande symptomen. Kraepelin stelde zich ten doel niet alleen de symptomen als zodanig te beschrijven, maar ook de manier waarop de verschillende symptomen samengingen. Op deze manier kwam hij tot een tweedeling van ziektebeelden: dementia praecox en manisch-depressieve ziekten (tegenwoordig bipolaire stoornissen genoemd). 
Bij patiënten met dementia praecox nam hij waar dat de geestelijke gesteldheid sprongsgewijs en onomkeerbaar achteruitging. Hij beschreef de aandoening als de subacute ontwikkeling van een staat van geestelijke zwakte die op jonge leeftijd optreedt. Toen dit concept in 1893 als diagnostische methode werd opgenomen in het Duitse Lehrbuch der Psychiatrie, het toenmalige standaardwerk van Kraepelin, werd het ingedeeld bij de degeneratieve stoornissen, maar onderscheiden van katatonia en dementia paranoides. In die tijd kwam het concept nog in grote lijnen overeen met hebefrenie, beschreven door Ewald Hecker (1843–1909). In de editie van 1899 van het Lehrbuch werden deze drie klinische typen ook besproken, maar dan als verschillende uitingen van één ziekte: dementia praecox. 

## Bleuler
De Zwitserse psychiater Eugen Bleuler (1857–1939) verrichtte in de volgende jaren verder onderzoek naar de aandoening. Hij richtte zich hierbij niet alleen op de ordening van symptomen, maar ook op het verloop van de ziekte. Na verloop van tijd kwam hij tot de conclusie dat er niet altijd dementie of cognitief verval optrad en dat er niet altijd symptomen in de jeugd optraden. Deze bevindingen publiceerde hij in 1911 in het boek Dementia praecox oder Gruppe der Schizophrenien, waarmee hij de aandoening definitief de naam schizofrenie gaf.
Als ezelsbruggetje voor Bleulers beschrijving werden de zogenaamde vier A's van Bleuler gebruikt: affect, associatie, ambivalentie en autisme.